# Boretto
Boretto est une commune de la province de Reggio d'Émilie dans la région Émilie-Romagne en Italie.

## Géographie
Boretto se situe à 30 km au nord-ouest de la préfecture Reggio d'Émilie. Boretto est traversé par le Pô.

## Histoire

### Antiquité
Il existe peu de traces d’implantation humaine à l’époque préhistorique mis à part des amas de cendre, des petits vases et lacrymatoires, des briques en terre cuite, de la vaisselle, des récipients, des mosaïques à Tre Ponti Nuovi. Les premiers habitants viennent, soit de Motta Ballestri entre Poviglio et Brescello à l'extrémité de la roselière du marais Padusa et de Bondeno, arrosé par plusieurs cours d'eau qui se jettent dans le Pô, soit des anciens sites terramares de la Ravisa de San Genesio.
Boretto, dont les origines romaines sont certaines pour sa partie occidentale,  est à la périphérie de l’antique Brixillum, aujourd'hui Brescello. De nombreuses pièces archéologiques ont été découvertes, en particulier la stèle funéraire des Concordi, reconstruite dans les jardins publics de Reggio Emilia, et un grand chapiteau corinthien. À Tre Ponti Nuovi, au sud du «cavo morto» (cavité des morts), une tombe de l’époque romaine contenant un enfant et un adulte a été retrouvée.

### Moyen Âge et Renaissance
Boretto apparaît sous son nom à partir de 855 avec les toponymes de  Beruptum, Boruptum et Bisruptum. Tous ces toponymes évoquent les fréquentes ruptures des digues du Pô. La première étymologie pourrait être Poreptum (Pô en ligne droite), en raison de la configuration rectiligne du Pô à cet endroit.
En 1305, après avoir appartenu à Azzo d'Este, Boretto passe avec Gualtieri sous la domination des évêques de Parme, puis sous celle des Visconti jusqu’en 1409 avant d’être occupée, ainsi que Brescello, par les Vénitiens jusqu’en 1422. Cette occupation, bien que courte, laisse une trace profonde au point que Boretto et la ville lagunaire ont le même saint patron, et que sur le côté de l’église, sur un pilier, se trouve le lion de San Marco, don de Venise avec laquelle les deux cités entretiennent des contacts commerciaux étroits via le Pô.

### Époque moderne
En 1755, en raison de son développement (population et économie) plus important que celui de Brescello, avec, elle obtient, moyennant 2000 sequins florentins, du duc de Modène l'autonomie communale. Malgré le coût du décret ducal, cinq ans plus tard, Boretto décide de s’unir à Brescello et à Gualtieri.
En 1859, Boretto, par décret de Luigi Carlo Farini, obtient l’émancipation administrative définitive.

## Culture

### Monuments
- Près du Lido du Pô se trouvent la mairie et la Basilique de San Marco (1871) dont la coupole a une hauteur de 45 mètres. Étrangement elle tomba en 1988 le même jour et à la même heure que lors de sa consécration. Elle fut reconstruite à l'identique et en bois.
- Tour de la mairie (1663) avec son horloge. À côté de cette tour on peut voir une plaque qui montre la hauteur de l'eau de l'inondation de 1951, cette montée des eaux submergea tout le pays. À proximité se trouve le lion ailé, symbole de Venise, car cette terre était beaucoup utilisée par les marchands vénitiens, qui transportaient leurs produits sur le fleuve

### Musées
- Musée du Pô et de la navigation : exposition des moyens de manutention utilisés sur le fleuve
- Musée Belvedere
- Musée Gialdini
- Musée Lettuca

## Économie
Boretto cultive une espèce particulière d’oignon, appelée oignon borettana.

## Administration
| Période                                  | Période  | Identité      | Étiquette | Qualité |
| ---------------------------------------- | -------- | ------------- | --------- | ------- |
| 14 juin 2004                             | En cours | Maria Gavetti |           |         |
| Les données manquantes sont à compléter. |          |               |           |         |

### Hameaux
San Rocco, Santa Croce

### Communes limitrophes
Brescello, Castelnovo di Sotto, Gualtieri, Pomponesco, Poviglio, Viadana

## Personnalités liées à la commune
- Artemide Zatti (1880-1951), salésien et bienheureux de l'Église catholique, né à Boretto.

## Transports
Boretto dispose d’une gare sur la ligne ferroviaire Parme-Suzzara.